# Train of Thought (a-ha)
Train of Thought è un singolo del gruppo musicale norvegese a-ha, pubblicato nel 1986 ed estratto dall'album Hunting High and Low.
Il brano è stato scritto da Pål Waaktaar.

## Tracce
- 7" (UK)

1. Train of Thought (Remix) - 4:14
2. And You Tell Me (Original Version) - 1:51

- 7" (Europa)

1. Train Of Thought (Album Version) - 4:14
2. And You Tell Me (Demo Version) - 1:51